# Andrena punctiventris
Andrena punctiventris is een vliesvleugelig insect uit de familie Andrenidae. De wetenschappelijke naam van de soort is voor het eerst geldig gepubliceerd in 1876 door Morawitz.